# (165347) Philplait
(165347) Philplait es un asteroide perteneciente al cinturón de asteroides, descubierto el 23 de noviembre de 2000 por Jeffrey Medkeff desde el Observatorio de Junk Bond, Arizona, Estados Unidos.

## Designación y nombre
Designado provisionalmente como 2000 WG11. Fue nombrado por Phil Plait (nacido en 1964) quien es un astrónomo, educador y autor que actualmente reside en Colorado. Desde 1998, Plait ha educado al público y desacreditado mitos y conceptos erróneos sobre astronomía a través de su popular sitio web, libros y apariciones en los medios.

## Características orbitales
Philplait está situado a una distancia media del Sol de 2,381 ua, pudiendo alejarse hasta 2,708 ua y acercarse hasta 2,053 ua. Su excentricidad es 0,138 y la inclinación orbital 3,065 grados. Emplea 1341,73 días en completar una órbita alrededor del Sol.
Pertenece a la familia de asteroides de (135) Hertha.

## Características físicas
La magnitud absoluta de Philplait es 16,83.